# 산티아고 랑헤
산티아고 라울 랑헤 로베르티(스페인어: Santiago Raúl Lange Roberti, 1961년 9월 22일~)는 아르헨티나의 요트 선수, 조선 기술자이다. 올림픽에 총 6회 참가하여(1988, 1996, 2000, 2004, 2008, 2016)하여, 2004년과 2008년 대회에 동메달을 획득했다. 리우데자네이루에서 열린 2016년 하계 올림픽에서는 혼성 경기인 나크라 17에서 세실리아 카란사 사롤리와 함께 금메달을 획득했다.